# Wielki smog londyński
Wielki smog londyński (ang. Great Smog of London) – utrzymujący się w Londynie od 5 do 9 grudnia 1952 smog utworzony z powodu sytuacji pogodowej i wyemitowania do atmosfery gazów, pochodzących głównie z kominów mieszkań i fabryk oraz spalin samochodowych. Doprowadził do środowiskowej katastrofy i śmierci tysięcy londyńczyków – większość ofiar zmarła na skutek niewydolności płuc i hipoksji, poza tym bardzo wysokie stężenie dwutlenku siarki w atmosferze doprowadziło do silnych uszkodzeń układu oddechowego i trwałego uszkodzenia oskrzeli, które poskutkowało śmiercią wielu mieszkańców Londynu.
Na początku grudnia Londyn został nawiedzony przez gęstą mgłę i znaczne ochłodzenie powietrza. W konsekwencji mieszkańcy Londynu zużywali dużo większe niż zwykle ilości węgla do ogrzewania mieszkań. Rozprzestrzenienie zanieczyszczonego powietrza poza miasto utrudniała także inwersja temperatury. Powietrze zostało skażone wielkimi ilościami gazów i pyłu ze spalania węgla. Dodatkowym problemem była niska jakość używanego węgla, przez co do atmosfery dostawało się dużo szkodliwych substancji. W wyniku smogu odwołano przedstawienia na wolnym powietrzu oraz większość przedstawień teatralnych i kinowych.
Ze względu na fakt, że Londyn jest znany z mgieł, paniki wśród mieszkańców nie odnotowano, jednakże tylko pomiędzy 5 a 9 grudnia naliczono ponad 4 tysiące zgonów wywołanych komplikacjami oddechowymi powstałymi w wyniku wdychania smogu. Większość ofiar stanowili ludzie młodzi lub osoby w podeszłym wieku. W ciągu kolejnych tygodni na ostrą niewydolność oddechową zmarło dalsze 8 tysięcy osób, przez co łączna liczba ofiar wielkiego smogu, według współczesnych badań, wyniosła około 12 tysięcy.
Wieści o wielkim smogu odbiły się szerokim echem na świecie i przyczyniły się do wybuchu paniki na jego punkcie. W Wielkiej Brytanii wielki smog był powodem uchwalenia ustawy o czystym powietrzu w roku 1956, co doprowadziło do znacznej poprawy warunków życiowych w Londynie oraz redukcji emisji szkodliwych gazów w pozostałych miastach Wielkiej Brytanii. Zmiany jednak trwały latami i w grudniu 1962 w wyniku zanieczyszczenia powietrza zmarło kolejnych 750 osób.